# 마쓰다이라 노부히로 (3대)
마쓰다이라 노부히로(松平信広, 생년 미상 ~ 1481년)는 실질상의 마쓰다이라 향 마쓰다이라 가의 초대 당주이다. 마쓰다이라 종가의 초대 당주 마쓰다이라 지카우지의 장남이라고 한다. 이와즈 성(岩津城) 공략에서 다리에 중상을 입어 보행이 자유롭지 못하게 되었다. 그 뒤 숙부인 야스치카로부터 마쓰다이라 향의 9개 촌을 양도받아 마쓰다이라 향 마쓰다이라 가라고 칭하여 분가했다고 한다. 종가의 3대 당주 마쓰다이라 노부미쓰는 노부히로의 동생이라고 여겨진다.
| 전임 마쓰다이라 지카우지 마쓰다이라 야스치카 | 제3대 마쓰다이라 향 마쓰다이라 가 당주 | 후임 마쓰다이라 나가카쓰 |